# Вольнаковский
Вольнаковский — упразднённый аул в Бурлинском районе Алтайского края. Входил в состав Устьянского сельсовета. Проживали казахи. Ликвидирован в 1956 г.

## История
Основан в 1911 году. В 1928 г. казахский аул Вольнак состоял из 22 хозяйства, в составе Полтавского сельсовета Ново-Алексеевского района Славгородского округа Сибирского края. С 1961 г. в составе Устьянского сельсовета.

## Население
В 1928 году в ауле проживало 106 человек (52 мужчины и 54 женщины), основное население — казахи.

## Инфраструктура
Было развито сельское хозяйство. Действовала сельскохозяйственная артель «Кзыл Кун». С 1950 г. отделение укрупненного колхоза имени Жданова. С 1957 г. отделение Новоалексеевского совхоза № 2.